# 飛行機雲

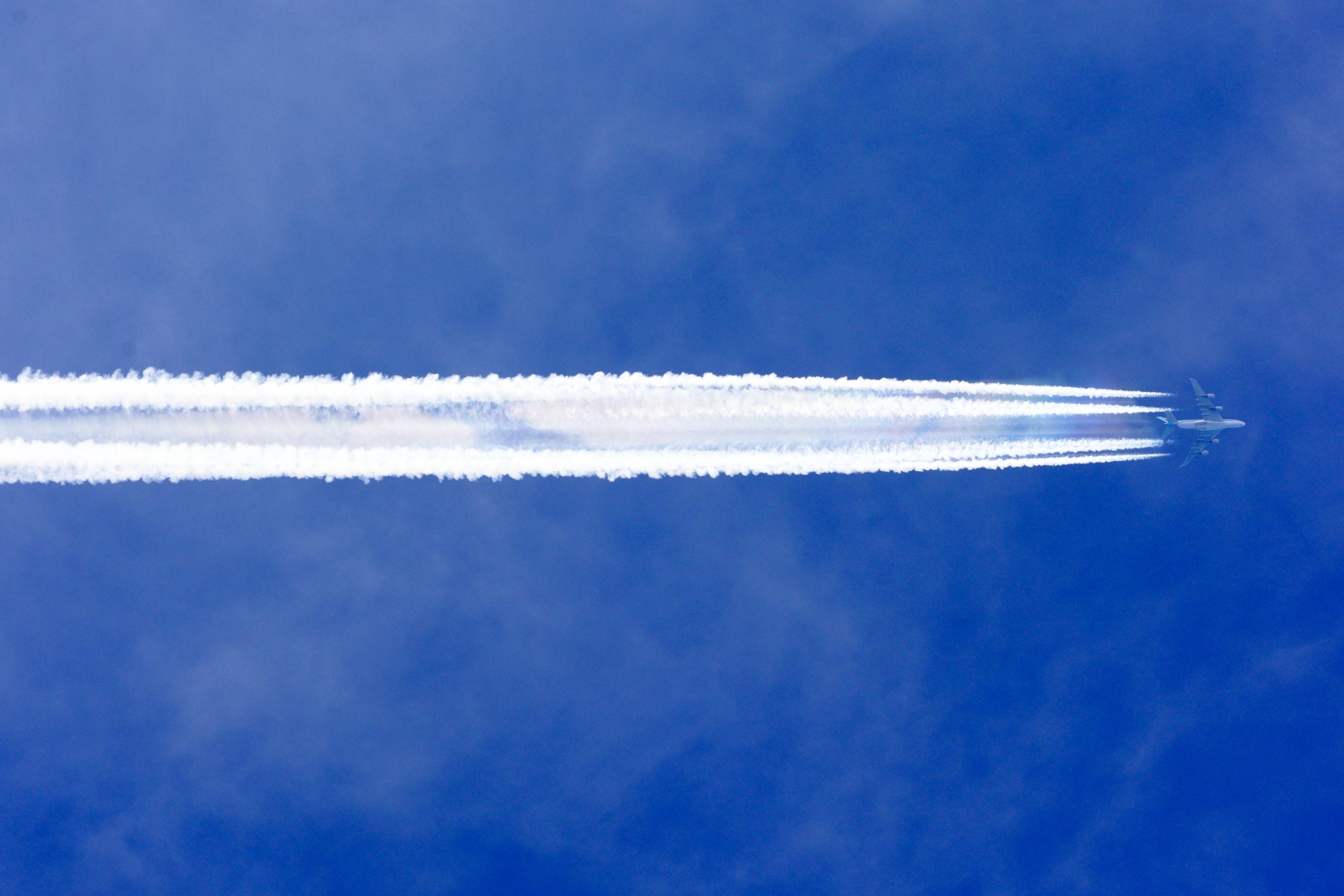
飛行機雲を発生させるジェット機A380

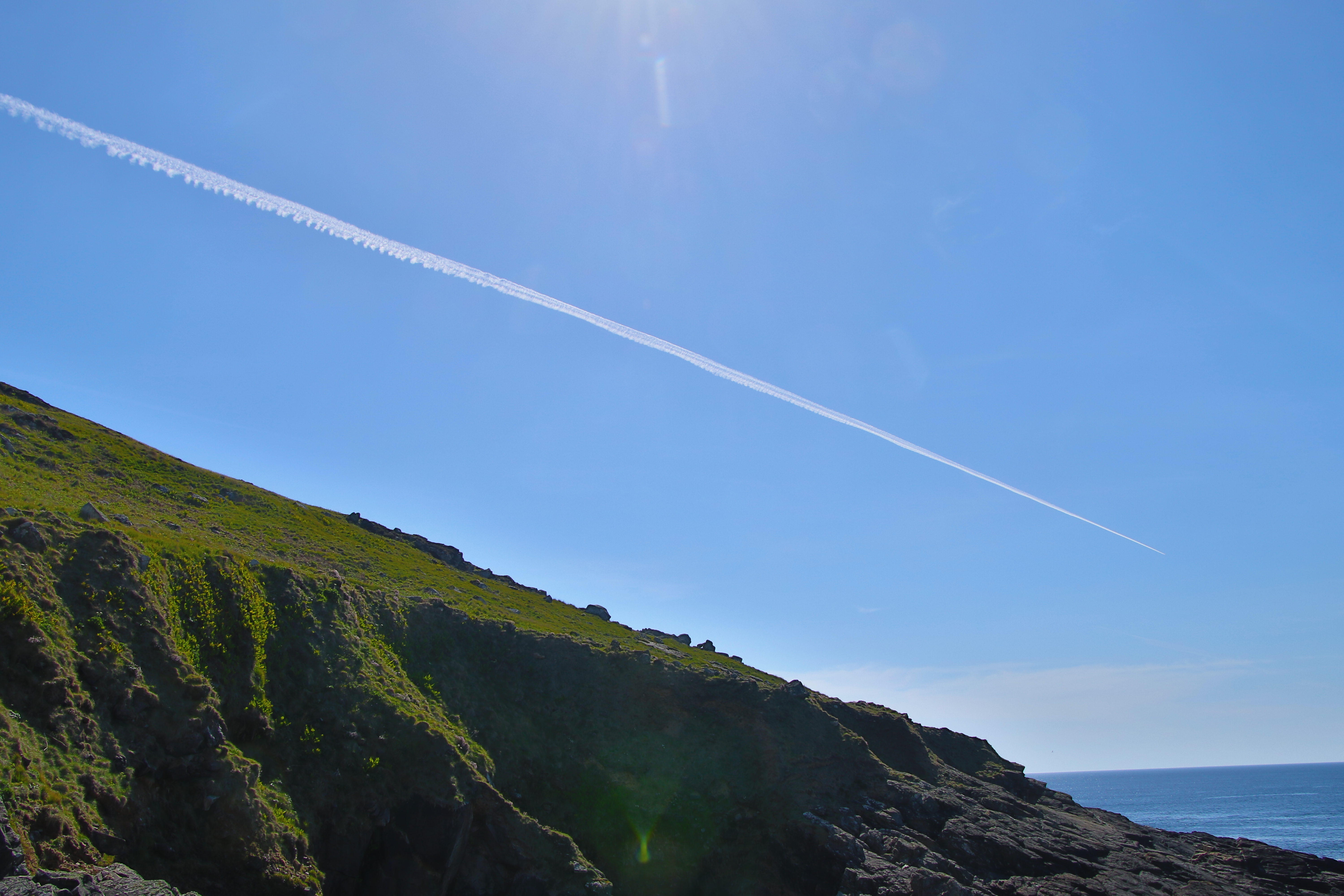
飛行機の飛行機雲

飛行機雲（ひこうきぐも）は、飛行機の航跡に生成される細長い線状の雲。ジェット機などのエンジンから出る排気ガス中の水分、あるいは翼の近傍の低圧部が原因となって発生する、排煙ではなく雲である。別名航跡雲（こうせきうん）、英語ではコントレイル（contrail、condensation trail（「結露の足跡」の意）の略）、あるいはヴェイパートレイル（英: vapour trail、米: vapor trail、「蒸気の足跡」の意）。

## 生成過程

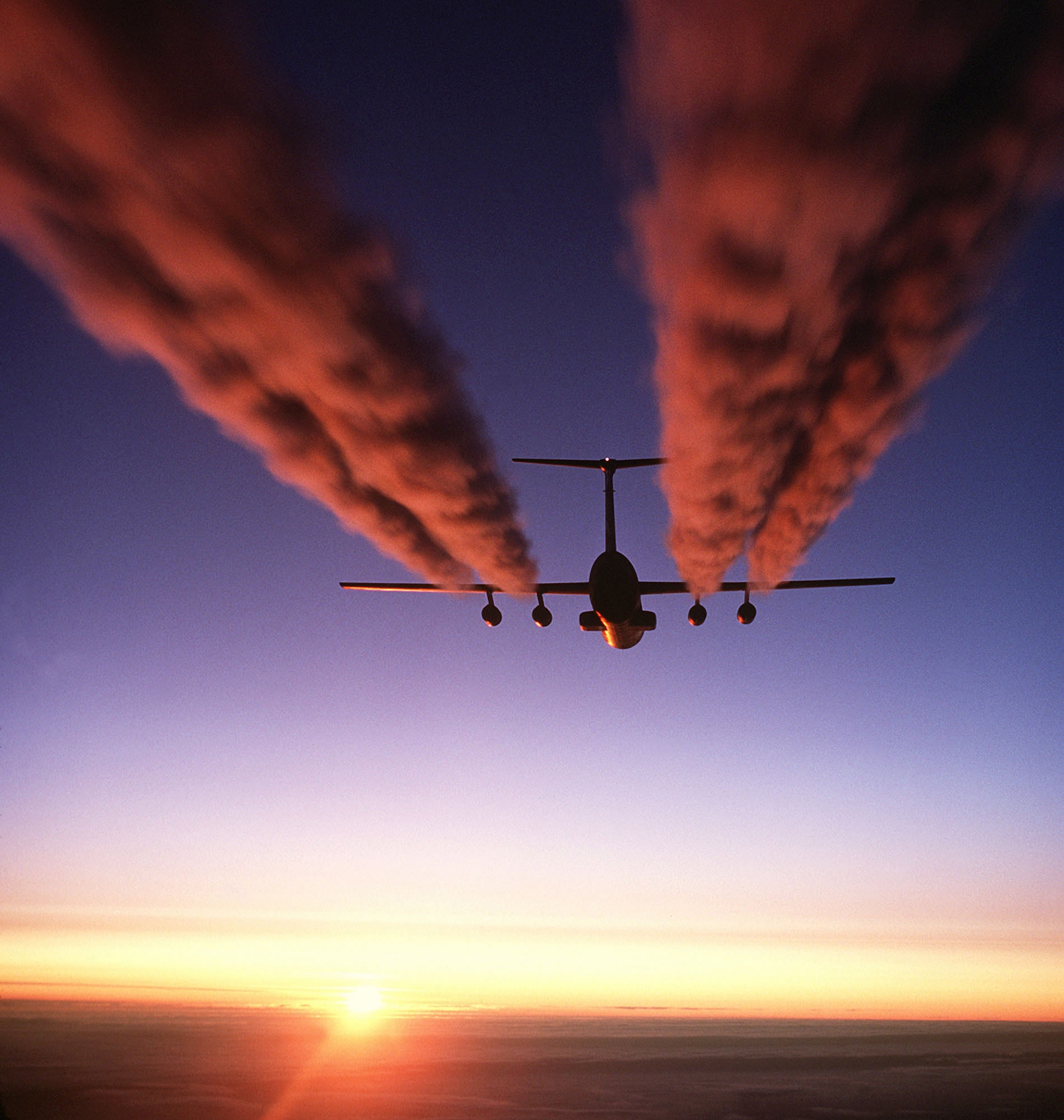
ジェット機（C-141）による飛行機雲

### 発生原因
飛行機雲は、主に次の2つの原因によって生ずる。
1. エンジン排気中の水蒸気が主因であるもの
2. 翼付近の低圧部に起因するもの

2.よりも1.によって生成された雲の方が長く安定して残る傾向にある。これは、1.では大気中の水蒸気量そのものが増加するためである。
また、飛行機雲は地上からでも自機が発見される目印となるため、軍用機（特に機動力の劣る輸送機や爆撃機など）にとっては（レーダー対抗技術が発達したとはいえども）脅威といえる存在である。
このため、いかに飛行機雲を少なくするかについては発生原因とともに研究が続けられている。
アメリカ空軍のB-2の初期の設計では、塩化フッ化スルフリルをジェットエンジンの排気に混ぜ、飛行機雲の発生を抑える機能が試されたが、フッ化水素が生成されるため、その物質自体が猛毒であるほか、生成物質が猛毒のフッ化水素だけでなく強酸の塩化水素および硫酸であることから装備を取りやめ、飛行機雲ができにくい空域を飛ぶよう変更された。

### エンジン排気によるもの

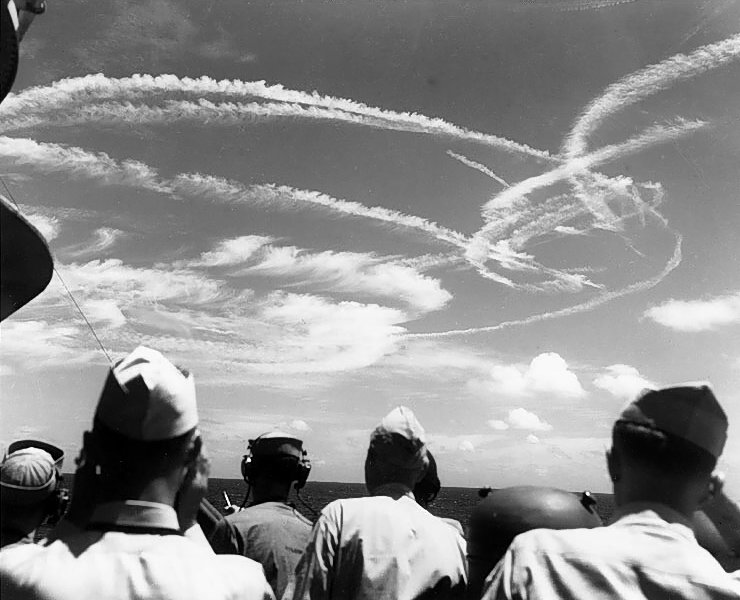
第二次世界大戦中に撮影された飛行機雲（レシプロエンジンからの排気によるもの）

エンジンの排気により空気中の水分が増加し、飽和水蒸気量にまで達する場合があり、それが凝縮し、水滴、氷になり雲となる。
航空機の燃料として、レシプロエンジンの場合はガソリン、ジェットエンジンの場合は灯油をベースとしたケロシンが使われる。いずれも主な成分は炭化水素であり、炭素は燃焼して二酸化炭素になり、水素は水となり、水蒸気として放出される。
元々、大気中に存在する水分と合わさり、大気中の微粒子（粒子状物質）などを核として水滴が成長、さらに高々度の低温の下で氷結して飛行機雲となる。このため、中緯度地域では5,000 mから13,000 mの高度に存在していることが多い。
エンジンが4つある飛行機（4発機。ボーイング747、エアバスA340など）からは4本の雲が出るが、左右2本ずつがまとまって2本しか出ていないように見えることがある。

### 翼周りの低圧部によるもの

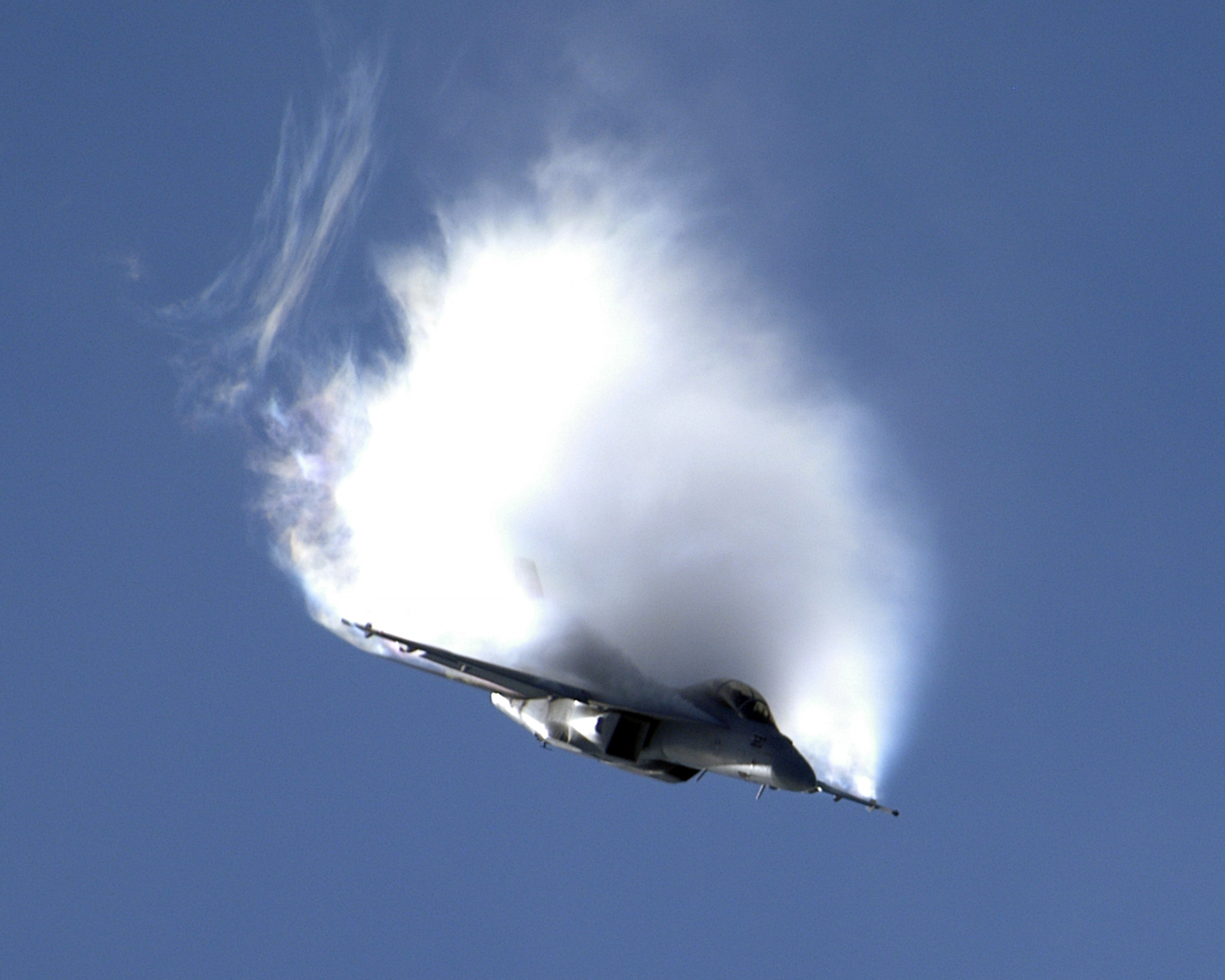
引き起こし機動を行ったF/A-18Fの主翼上面に生じた雲
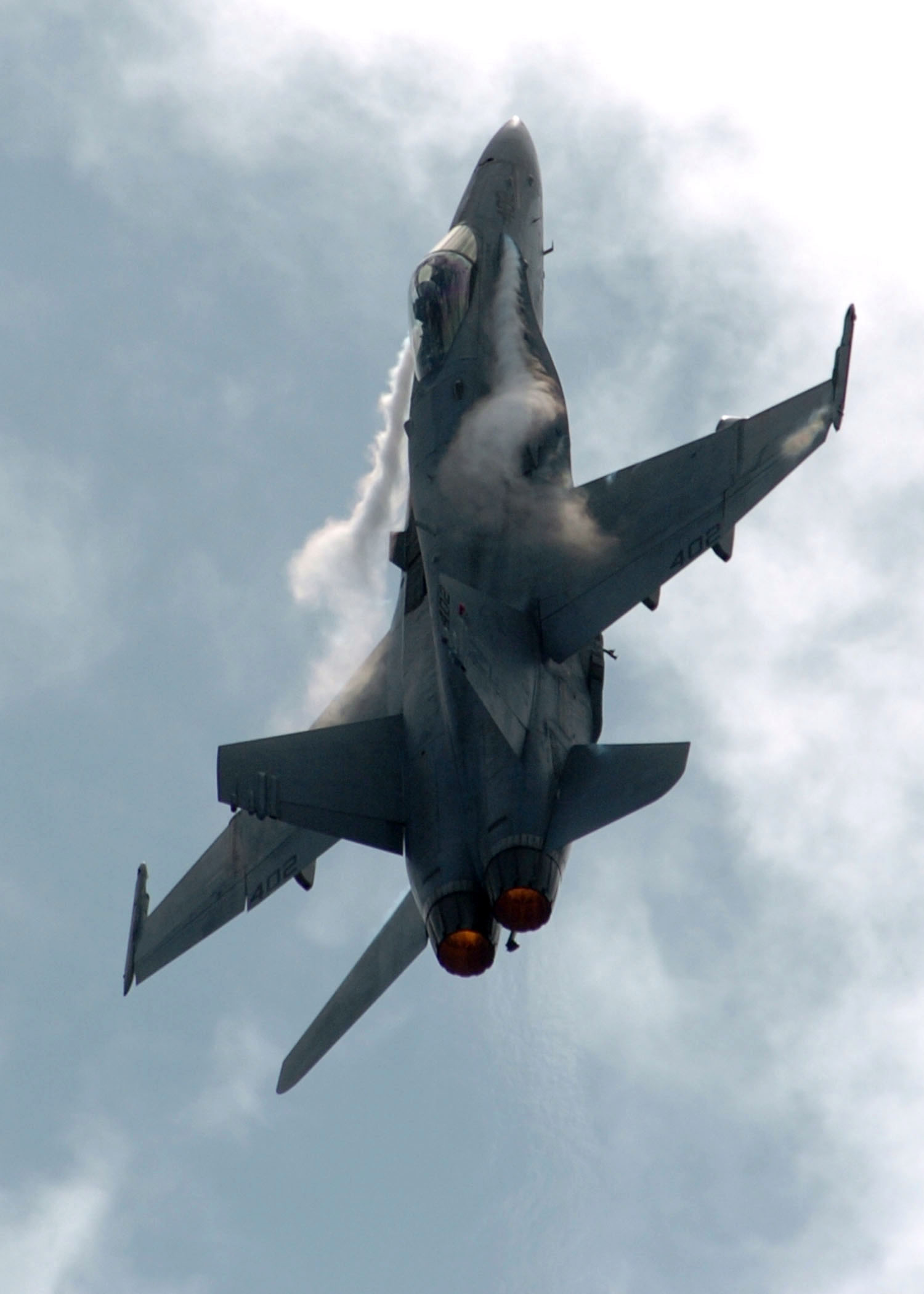
F/A-18CのLEXからの渦

揚力が生じている飛行機の翼上面では気圧が低くなっている。このとき大気は断熱膨張によって温度が下がっているため大気中の水蒸気が凝縮して水滴となり、飛行機雲として観察される。
特に翼端付近では翼下面と上面の気圧差から翼端渦と呼ばれる渦が生じており、中心付近の低圧部で雲が生じやすい。
ドッグトゥース（翼の切り欠き部）や、LEX（胴体と接する辺りの翼前縁部が延長されたもの）といったところに生ずる渦によっても生成されることがある。
ただし、いずれも大きな揚力が必要な引き起こしや旋回といった高G（重力加速度）機動時に生じやすく（大きな揚力が生じているときにはより低圧になっているため）、水平飛行時には普通この種の雲は見られない。

しかしながら、高揚力装置の一種であるフラップを完全に展張し揚力を大きく増す着陸時には、高G機動ではないものの、フラップ端や翼端に渦による雲が生ずることがある。

## 消滅飛行機雲

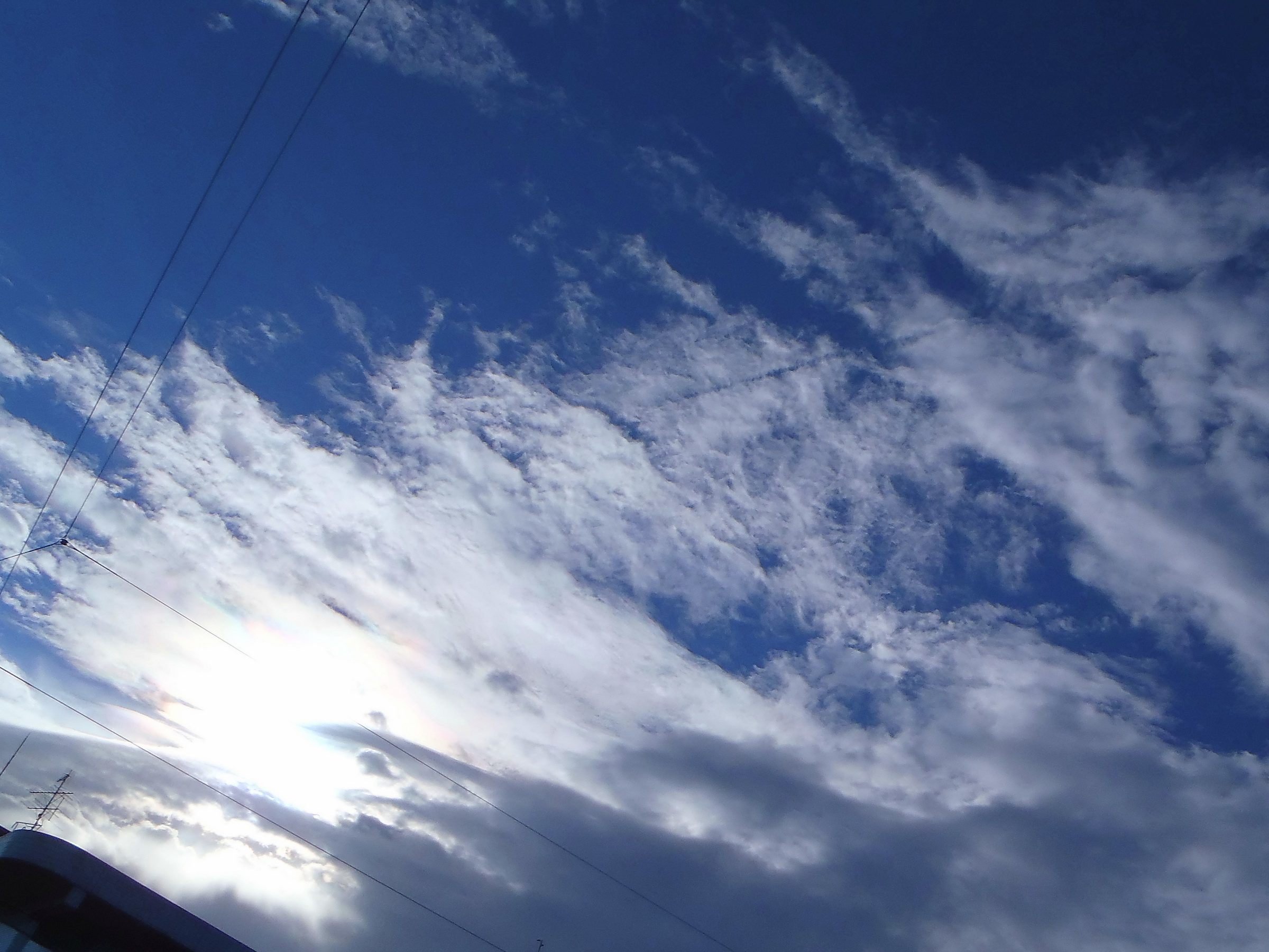
消滅飛行機雲

空中に雲を描く飛行機雲とは逆に、雲が薄く広がる中を飛行機が通ると、雲が筋状になくなっていく。これは消滅飛行機雲（しょうめつひこうきぐも）または反対飛行機雲（はんたいひこうきぐも）と呼ばれる。

### 発生原因
発生原因は、飛行機の排出ガスの熱により大気中の水分が蒸発すること、乱気流により周囲の乾いた大気と混ざること、エンジン排気の粒子により水分が凍結し落下することの3つが挙げられる。

## 気象との関係

### 観天望気
観天望気では「飛行機雲は天気の変わる兆し」といわれており、飛行機雲がはっきりと表れるときは上空の空気が水蒸気を多く含んでいるため天気が悪くなることを示している。「飛行機雲がすぐに消えると晴れ」ともといわれており、このようなときは上空の湿度が少ないため天候は悪化しないことを示している
。

### 気象への影響の観測
アメリカのような航空交通の需要が大きな地域では、飛行機雲が気象にも影響しているとの仮説が以前からあった。すなわち日中は太陽光を、夜は地表からの熱放射を遮るというものである。この仮説を検証する機会が2001年9月11日に訪れた。アメリカ同時多発テロ事件後、3日間にわたりアメリカ全土における航空機の飛行が禁止されたことで、飛行機雲がない状態では昼夜の温度差が約1℃増加したとの観測結果が得られた。飛行機雲が地球薄暮化における大きな要因であるとの説が唱えられている。

## スモーク

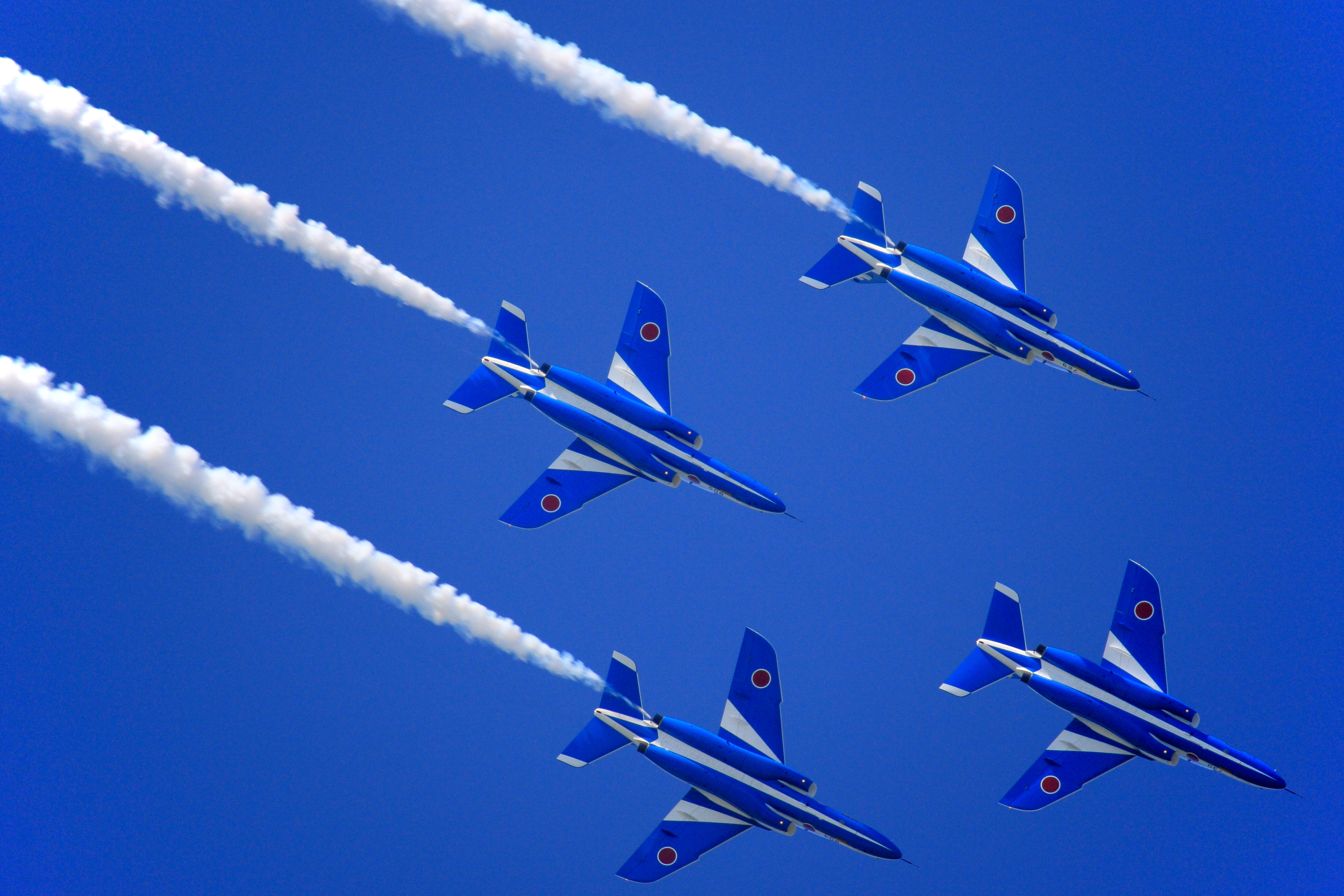
エンジン後部からオイルを噴出しスモークにしている

航空ショーなどで、アクロバット機の航跡を見せているのは、排煙用油（スピンドルオイル）をエンジン排気に当てて気化させたものを上空の空気によって冷却させて凝結した煙であり、飛行機雲ではない。
1915年12月のサンフランシスコ万国博覧会にて、火薬を使って Good Nightや螺旋を空に書くスカイライティングを初めて行ったのは曲技飛行士アート・スミスとされる。
軍用機がスモークを初めて使用するようになったのは、1957年9月に行われたファーンボロー国際航空ショーでイギリス海軍艦隊航空隊702 Naval Air Squadronの曲芸飛行隊 Black Cats が最初とされる。
最初の色付きの煙を使用したのは、1964年のことである。アメリカの曲芸飛行隊サンダーバーズが白に加えて、赤と青の煙を発生させて飛行した。
日本の曲技飛行隊であるブルーインパルスでは、油溶性の特殊染料によるカラースモークが使われていたが、民間車両などに付着するとの話から自粛が行われている。これらの仕組みは、日本においては1960年以前から空対空射撃訓練時に曳航する標的を見つけやすくするために開発が行われていた。1959年に来日したアメリカ空軍の曲技飛行隊サンダーバーズが同様の装置を使っていたことから、ブルーインパルスでも使用するようになった。
2020年頃のイギリス空軍の曲芸飛行隊であるレッドアローズは、75%のディーゼル燃料と25%の染料の割合で作った赤、白、青の煙の軌跡を描いているが、より環境にグリーンな方法を模索している。